# Sainte-Foy-de-Montgommery
Sainte-Foy-de-Montgommery ist eine ehemalige französische Gemeinde mit 187 Einwohnern (Stand: 1. Januar 2013), den Saint-Fidois, im Département Calvados in der Region Normandie.
Am 1. Januar 2016 wurde Sainte-Foy-de-Montgommery im Zuge einer Gebietsreform zusammen mit drei benachbarten Gemeinden als Ortsteil in die neue Gemeinde Val-de-Vie eingegliedert. Sainte-Foy-de-Montgommery stellt dabei als „übergeordneter Ortsteil“ den Verwaltungssitz von Val-de-Vie dar.

## Geografie
Sainte-Foy-de-Montgommery liegt im Pays d’Auge. Rund 22 Kilometer nordnordöstlich des Ortes befindet sich Lisieux. Das westsüdwestlich gelegene Falaise ist gut 32 Kilometer entfernt. Die Vie durchfließt Sainte-Foy-de-Montgommery. Das Département Orne grenzt an das westliche Ortsgebiet.

## Bevölkerungsentwicklung
| Jahr                             | 1793 | 1836 | 1876 | 1926 | 1946 | 1975 | 1990 | 2013 |
| Einwohner                        | 207  | 208  | 160  | 139  | 152  | 186  | 192  | 187  |
| Quelle: Cassini, EHESS und INSEE |      |      |      |      |      |      |      |      |

## Sehenswürdigkeiten
- Kirche Sainte-Foy aus dem 13. Jahrhundert

## Trivia
Sainte-Foy-de-Montgommery und der Nachbarort Saint-Germain-de-Montgommery gelten als die Stammlande des Hauses Montgommery.
Generalfeldmarschall Erwin Rommel wurde am 17. Juli 1944 in der Nähe des Dorfes bei einem Tieffliegerangriff schwer verwundet und konnte daraufhin nicht mehr aktiv ins Kriegsgeschehen eingreifen.